# George Loffhagen
George Loffhagen (* 19. April 2001 in London) ist ein britischer Tennisspieler aus England.

## Persönliches
Loffhagen wurde im Londoner Stadtteil Ealing groß, wo er die St Benedict's School besuchte. Sein Vater ist ein Manager bei IMG. Seitdem Loffhagen acht Jahre alt war, wurde er professionell trainiert.

## Karriere
Loffhagen spielte bis 2018 auf der ITF Junior Tour. In der Jugend-Rangliste erreichte er mit Rang 23 seine höchste Notierung. Bei allen vier Grand-Slam-Turnieren ging er einmal an den Start. Im Einzel erreichte er zweimal das Achtelfinale.
Bei den Profis spielte Loffhagen ab 2018 Turniere auf der drittklassigen ITF Future Tour. Gleich in seinem ersten Profijahr zog er in zwei Future-Finals ein, die er beide verlor. Das Jahr schloss er auf Platz 690 ab. Nach einer Schwächeperiode erreichte Loffhagen erst 2021 sein drittes Future-Endspiel. Anfang 2023 verlor er auch sein viertes Finale. Erst in diesem Jahr näherte er sich seinem einstigen Karrierehoch an, das er letztlich mit seinem ersten Future-Titel im April verbesserte. Bis Jahresende siegte er in insgesamt drei der fünf erreichten Endspiele. Größere Aufmerksamkeit erregte er durch Erfolge bei höherdotierten Turnierserien. Sein erstes Challenger-Turnier spielte er im Juni 2023 in Nottingham, wo er zwei Spieler der Top 200 schlug und im Viertelfinale ausschied. Für das Turnier der ATP Tour in Eastbourne erhielt er eine Wildcard und kam dadurch zu seiner Premiere auf dem Niveau. Er unterlag Luca Van Assche in drei Sätzen. Für das dritte Grand-Slam-Turnier des Jahres in Wimbledon erhielt Loffhagen ebenfalls eine Wildcard. Gegen den Setzlistensechsten Holger Rune verlor er glatt in drei Sätzen. Am 11. September erreichte er mit Platz 333 sein Karrierehoch in der Weltrangliste und wurde Neunter der britischen Rangliste.

## Erfolge
| Legende (Anzahl der Siege) |
| Grand Slam                 |
| ATP Finals                 |
| ATP Tour Masters 1000      |
| ATP Tour 500               |
| ATP Tour 250               |
| ATP Challenger Tour (1)    |

### Einzel

#### Turniersiege
| Nr. | Datum         | Turnier | Belag     | Finalgegner            | Ergebnis        |
| --- | ------------- | ------- | --------- | ---------------------- | --------------- |
| 1.  | 27. Juli 2025 | Segovia | Hartplatz | Nicolás Álvarez Varona | 7:64, 6:74, 6:4 |